# میشل داگلاس
میشل دی. داگلاس (زادهٔ ۳۰ دسامبر ۱۹۶۳) یک فعال حقوق بشر کانادایی است که یک دعوای حقوقی تاریخی را در دادگاه فدرال کانادا علیه سیاست‌های تبعیض‌آمیز ارتش نسبت به اعضای ال‌جی‌بی‌تی‌کیو+ مطرح کرد. داگلاس خود از سال ۱۹۸۶ تا ۱۹۸۹ به عنوان افسر در نیروهای مسلح کانادا خدمت کرد. او در سال ۱۹۸۹ تحت «پاکسازی ال‌جی‌بی‌تی» تبعیض‌آمیز ارتش، با افتخار از خدمت مرخص شد.

## چالش حقوقی پاکسازی ال‌جی‌بی‌تی
پس از فارغ‌التحصیلی از دانشگاه کارلتون با مدرک حقوق در سال ۱۹۸۵، داگلاس در سال ۱۹۸۶ به نیروهای کانادایی پیوست. او به‌سرعت به واحد تحقیقات ویژه ارتقا یافت—جایی که نخستین زنی بود که به عنوان افسر در این واحد منصوب شد. به‌طور متناقض، این همان واحدی بود که پاکسازی ال‌جی‌بی‌تی را برای نیروهای مسلح اجرا می‌کرد. در سال ۱۹۸۸، او تحت تحقیقات قرار گرفت و به موقعیت دیگری منتقل شد و سپس مجوز امنیتی خود را از دست داد. با وجود داشتن سابقه خدمتی مثال‌زدنی و قرار گرفتن در میان برترین‌های کلاس خود، در سال ۱۹۸۹، به دلیل همجنس‌گرا بودن از نیروهای مسلح اخراج شد. او تحت دستورالعمل اداری ۵d با عنوان غیرقابل‌استخدام بودن به دلیل همجنس‌گرایی اخراج شد. در طول دادگاه، داگلاس اظهار داشت که در جریان تحقیقات، او را به اتاق هتلی برده و دو افسر مرد درباره فعالیت‌های جنسی‌اش بازجویی کرده و او را مجبور کرده‌اند که به مردان علاقه‌مند باشد. همچنین پس از این رویداد، از دریافت مشاوره حقوقی منع شد. داگلاس در ژانویه ۱۹۹۰، یک شکایت ۵۵۰٬۰۰۰ دلاری علیه وزارت دفاع ملی کانادا مطرح کرد که در آن توسط کلیتون روبی نمایندگی می‌شد. در اکتبر ۱۹۹۲، درست پیش از آغاز دادگاه، ارتش کانادا سیاست ممنوعیت حضور همجنس‌گرایان را کنار گذاشت و پرونده مختومه شد.

## خدمت و کنشگری پس از آن

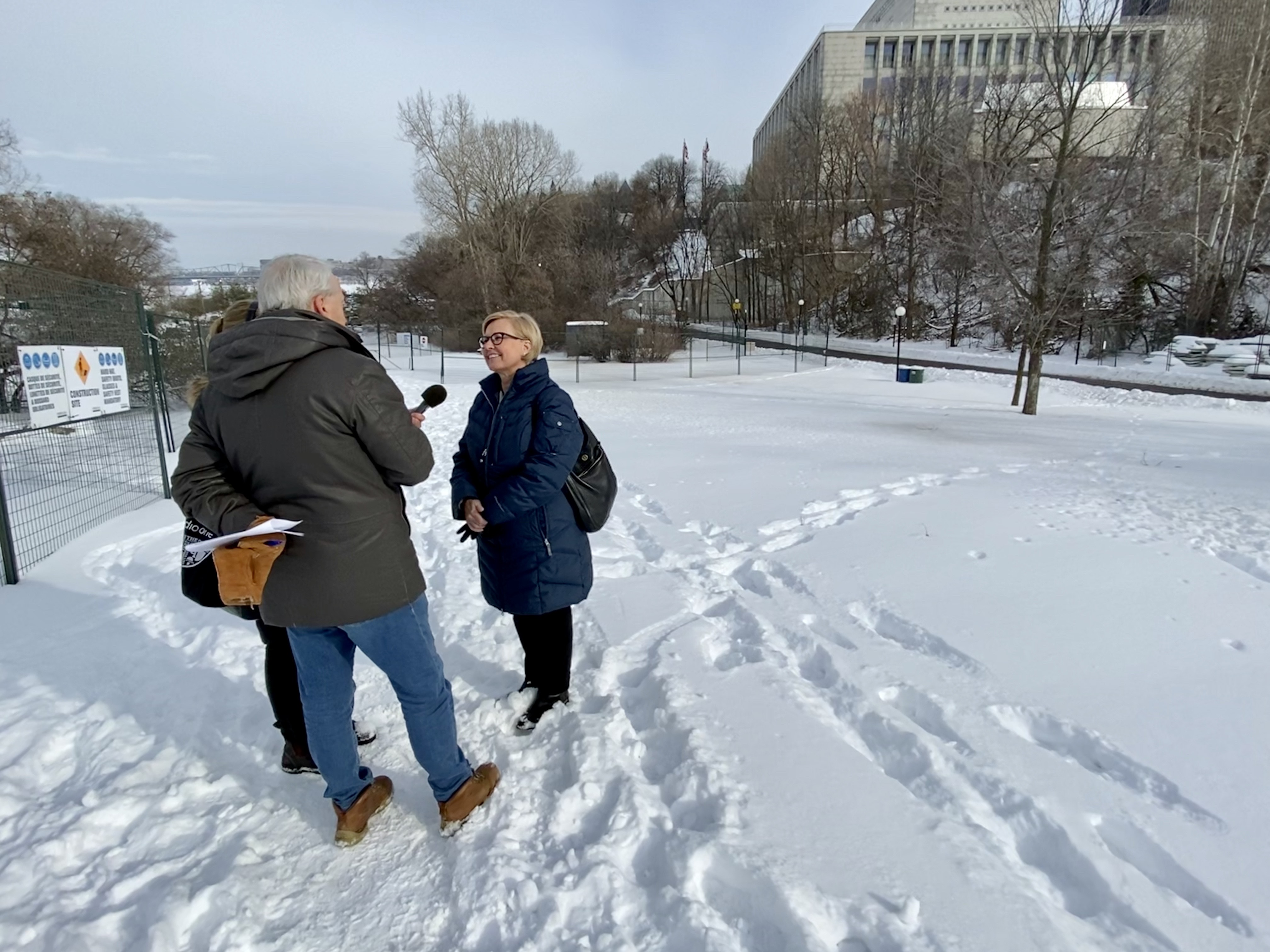
میشل داگلاس در حال مصاحبه با کریس هال از سی‌بی‌سی در محل آیندهٔ یادمان ملی ال‌جی‌بی‌تی‌کیو۲+ در اتاوا، ژانویه ۲۰۲۰

تجربه داگلاس در ارتش، سرآغاز ۳۰ سال فعالیت در حوزه عدالت اجتماعی و حقوق بشر بود.
او در احکام مهم دیگری نیز به‌عنوان مداخله‌گر شرکت کرد. داگلاس پیش‌تر به‌عنوان رئیس بنیاد خانواده‌های برابر خدمت کرده و سپس رئیس هیئت مدیره مرکز اجتماعی خیابان ۵۱۹ چرچ در تورنتو شد. همچنین از بنیان‌گذاران سازمان پناهندگان ال‌جی‌بی‌تی راه‌آهن رنگین‌کمانی در تورنتو بود. از ۲۰۰۵ تا ۲۰۲۰ عضو هیئت‌مدیره خیریه ما بود. او در مارس ۲۰۲۰ از ریاست هیئت‌مدیره این سازمان استعفا داد. او در حال حاضر عضو هیئت‌مدیره بنیاد میکائل ژان است.
از نظر حرفه‌ای، داگلاس به‌عنوان مدیر روابط بین‌الملل در وزارت دادگستری کانادا خدمت کرد و در سپتامبر ۲۰۱۹ پس از ۳۰ سال فعالیت در خدمات عمومی فدرال بازنشسته شد. در همان سال، به عنوان مدیر اجرایی صندوق پاکسازی ال‌جی‌بی‌تی منصوب شد. این صندوق، مدیریت ۱۵ میلیون دلار را برای پروژه‌های مرتبط با آشتی در رابطه با پاکسازی ال‌جی‌بی‌تی بر عهده دارد، از جمله پروژهٔ ساخت یادمان ملی ال‌جی‌بی‌تی‌کیو۲+ در اتاوا که قرار است در سال ۲۰۲۴ افتتاح شود. در ژانویه ۲۰۲۰، کمیسیون پایتخت ملی مکان این یادمان را در نزدیکی خیابان ولینگتون و پل پورتاژ در اتاوا تأیید کرد.
در سال ۲۰۰۰، پراید تورنتو داگلاس و اسکای گیلبرت را به‌عنوان رهبران افتخاری رژه معرفی کرد. او در سال ۲۰۱۲ نشان جوبیلی الماس ملکه الیزابت دوم را دریافت کرد.
یک پرتره از داگلاس که توسط هنرمند لورا اسپالدین کشیده شده، در «آرکیوز: بایگانی ال‌جی‌بی‌تی‌کیو۲+» کانادا در مجموعه پرتره ملی نگهداری می‌شود و از نقش او در حقوق ال‌جی‌بی‌تی‌کیو۲+ در کانادا تقدیر می‌کند.
در ۱۳ دسامبر ۲۰۲۳، وزیر دفاع ملی، محترم بیل بلر، داگلاس را به عنوان نخستین سرهنگ افتخاری برای رفتار حرفه‌ای و فرهنگ در نیروهای مسلح کانادا منصوب کرد.